# Marea Tasmaniei

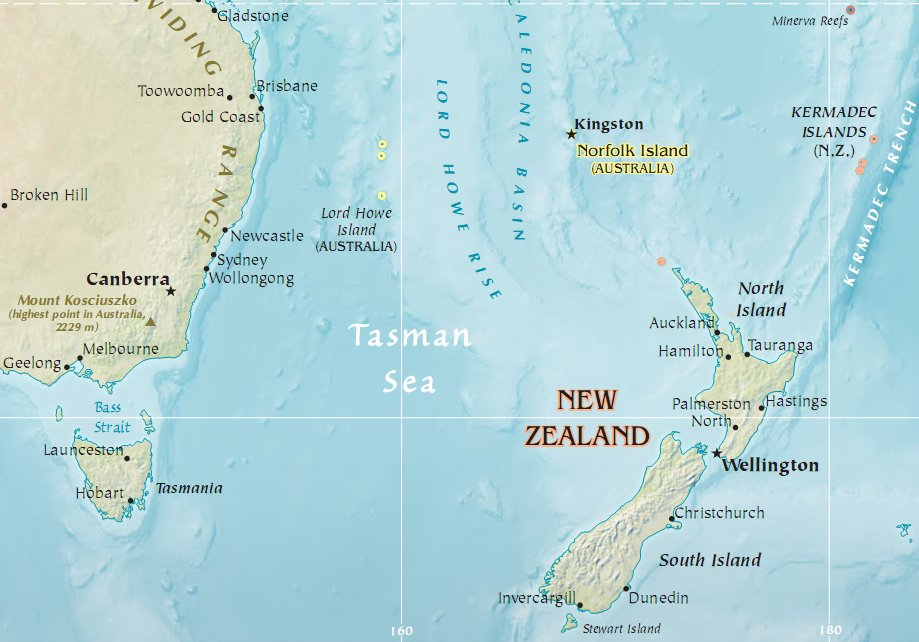
Marea Tasmaniei

Marea Tasmaniei este situată între Australia și Noua Zeelandă în parte de sud-vest a Pacificului de Sud. Numele ei este dat după navigatorul olandez Abel Tasman (1603-1659), care în 1642/1643 a descoperit și Tasmania. Regiunea a fost cercetată în 1770 de englezul James Cook. Regiune de coastă cu Marea Tasmaniei o au statele australiene New South Wales, Victoria, Queensland și Tasmania. Înspre nord marea se continuă cu Marea Coralilor. 

## Insule
- Lord-Howe
- Ball's Pyramid
- Norfolk